# علاءالدین (فیلم ۱۹۸۶)
علاءالدین (انگلیسی: Superfantagenio) فیلمی در ژانر کمدی است که در سال ۱۹۸۶ منتشر شد. از بازیگران آن می‌توان به باد اسپنسر، تونی آدامز، ونانتینو ونانتینی، و لوک هالپین اشاره کرد.